# Mosannona maculata
Mosannona maculata Chatrou & Welzenis – gatunek rośliny z rodziny flaszowcowatych (Annonaceae Juss.). Występuje naturalnie w Panamie oraz Kolumbii. 

## Morfologia
PokrójZimozielone drzewo dorastające do 20 m wysokości.
LiścieMają eliptyczny kształt. Mierzą 12,5–20,5 cm długości oraz 3,5–6,5 cm szerokości. Są prawie skórzaste. Nasada liścia jest ostrokątna lub zbiega po ogonku. Blaszka liściowa jest całobrzega o spiczastym wierzchołku. Ogonek liściowy jest nagi i dorasta do 4–6 mm długości.
KwiatySą pojedyncze, rozwijają się na szczytach pędów. Działki kielicha mają owalny kształt i dorastają do 2–5 mm długości. Płatki mają kształt od eliptycznego do odwrotnie jajowatego, osiągają do 18–30 mm długości. Kwiaty mają około 250–350 pręcików i 60–110 owocolistków.
OwocePojedyncze o elipsoidalnym kształcie. Osiągają 17–22 mm długości.

## Biologia i ekologia
Rośnie w lasach, na terenach nizinnych.